# Мюш
Мюш (нім. Müsch) — громада в Німеччині, розташована в землі Рейнланд-Пфальц. Входить до складу району Арвайлер. Складова частина об'єднання громад Аденау.
Площа — 3,81 км2. Населення становить 198 ос. (станом на 31 грудня 2020).